# Société française du tunnel routier du Fréjus
De Société française du tunnel routier du Fréjus (SFTRF) is een Franse concessiemaatschappij die de Fréjustunnel exploiteert en tot 31 december 2050 in concessie heeft gekregen van de Franse staat. Tevens beheert en exploiteert de SFTRF de A43 vanaf Aiton tot Modane. De Franse Republiek heeft 97,34 % van de aandelen, de rest zijn minderheidsaandeelhouders.